# Adelheid Gnaiger
Adelheid Gnaiger (* 1916 in Feldkirch, Vorarlberg; † 1991 ebenda) war eine österreichische Architektin.

## Leben
Um das Gymnasium zu besuchen, musste Gnaiger zu Verwandten nach Dornbirn ziehen, da das Gymnasium in ihrem Heimatort Feldkirch noch keine Mädchen zuließ. 1933 nahm sie 17-jährig das Architekturstudium an der Technischen Hochschule Wien auf. Sie arbeitete danach zunächst im Reichsbauamt Vorarlberg sowie in einem Architekturbüro in Zürich und machte sich 1950 als Ziviltechnikerin in Feldkirch selbstständig. Damit war sie die erste Architektin Vorarlbergs mit eigenem Büro. Sie plante Banken, Schulen, öffentliche Verwaltungsbauten und Einfamilienhäuser. Mit ihrem Stil zwischen Tradition und Moderne prägte sie die Architektur Vorarlbergs in der Nachkriegszeit.
Gnaiger war verheiratet und hatte zwei Kinder. Sie ist die Tante des Architekten Roland Gnaiger.

## Realisierungen
- 1958 Rathaus in Lustenau[4]

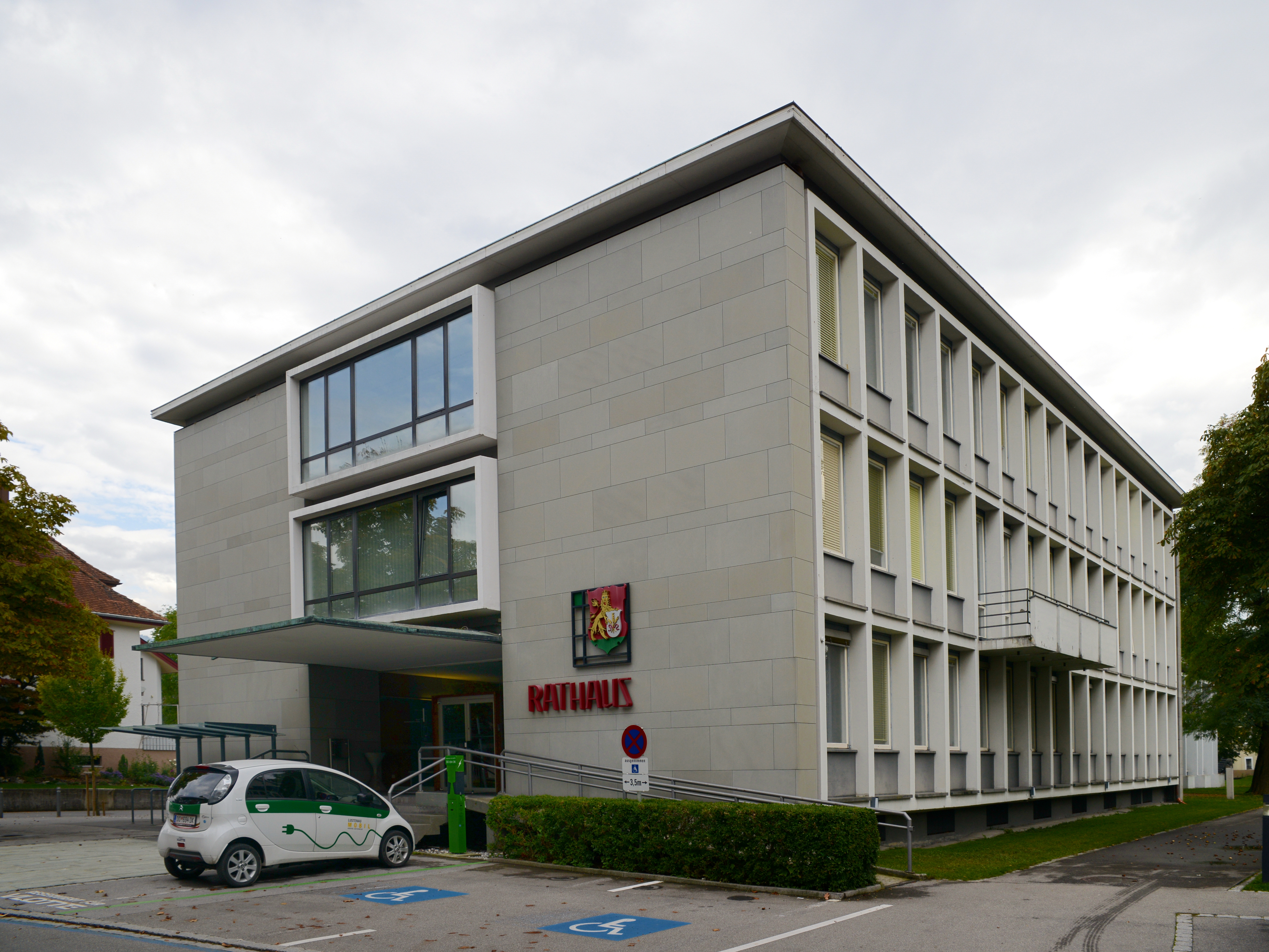
Rathaus Lustenau, geplant vom Architekturbüro Gnaiger, Götsch, Griss

- 1967 Sparkasse der Stadt Feldkirch
- Arbeiterkammer Feldkirch